# 弗頓·加爾塞斯 (潘普洛納)
弗頓·加爾塞斯（西班牙語：Fortún Garcés，阿拉伯语：‎，羅馬化：Fortoûn ibn Garsiya，？—約925年後），被稱為獨眼的（阿拉伯语：‎, al-Anqar）或是僧侶，從882年到905年為潘普洛納國王。
他是國王加西亞·伊尼格斯的長子，加西亞·伊尼格斯是王國的建立者伊尼哥·阿里斯塔的兒子，而弗頓將是阿里斯塔王朝的最後一位國王。
860年時，哥多華埃米爾穆罕默德一世入侵潘普洛納，時任王子的弗頓被摩爾人俘虜，並且在往後的20年受到監禁。在被囚禁於哥多華的期間，他的女兒歐內卡·弗頓內斯嫁給阿卜杜勒·伊本·穆罕默德（穆罕默德一世的兒子，之後將會繼承他的父親為埃米爾）作妻子。880年他被釋放並且回到了潘普洛納，他的女兒顯然有跟他回來。在他的父親死於882年在阿伊巴爾對抗埃米爾穆罕默德一世的戰役時，他繼承了王位。
關於他餘下的統治經歷是罕有記載的，除了統治結束的過程。在905年，一個由阿斯圖里亞斯國王阿方索三世與帕亞斯伯爵雷蒙德一世組成的同盟，向潘普洛納發動一場成功的政變，支持雷蒙德一世的外甥桑喬·加爾塞斯（「王國另一部份的領土」的加西亞·希梅內斯的兒子）成為國王，強迫弗頓退位，到雷伊雷當僧侶。
弗頓與他的妻子歐里亞（Oria，關於他的父母有許多推測）有數個子女：
- 伊尼哥·弗頓內斯（Íñigo Fortúnez）
- 阿斯納·弗頓內斯（Aznar Fortúnez）
- 布拉斯科（維拉斯科）·弗頓內斯（Blasco or Velasco Fortúnez）
- 洛佩·弗頓內斯（Lope Fortúnez）
- 歐內卡·弗頓內斯，最初嫁給哥多華埃米爾阿卜杜勒·伊本·穆罕默德（英语：Abdullah of Córdoba），第二次嫁給他的堂哥拉勞恩的阿斯納·桑切斯（Aznar Sánchez，國王加西亞·伊尼格斯的孫子），她是兩個未來王后的母親：托達·阿斯納雷斯（桑喬·加爾塞斯的妻子）、桑琪亞·阿斯納雷斯（Sancha Aznárez，希梅諾·加爾塞斯的妻子），她也是哈里發阿卜杜·拉赫曼三世的祖母。

| 前任者： 加西亞·伊尼格斯 | 潘普洛納國王 882年–905年 | 繼任者： 桑喬·加爾塞斯一世 |